# Усадьба Шаховских — Красильщиковой

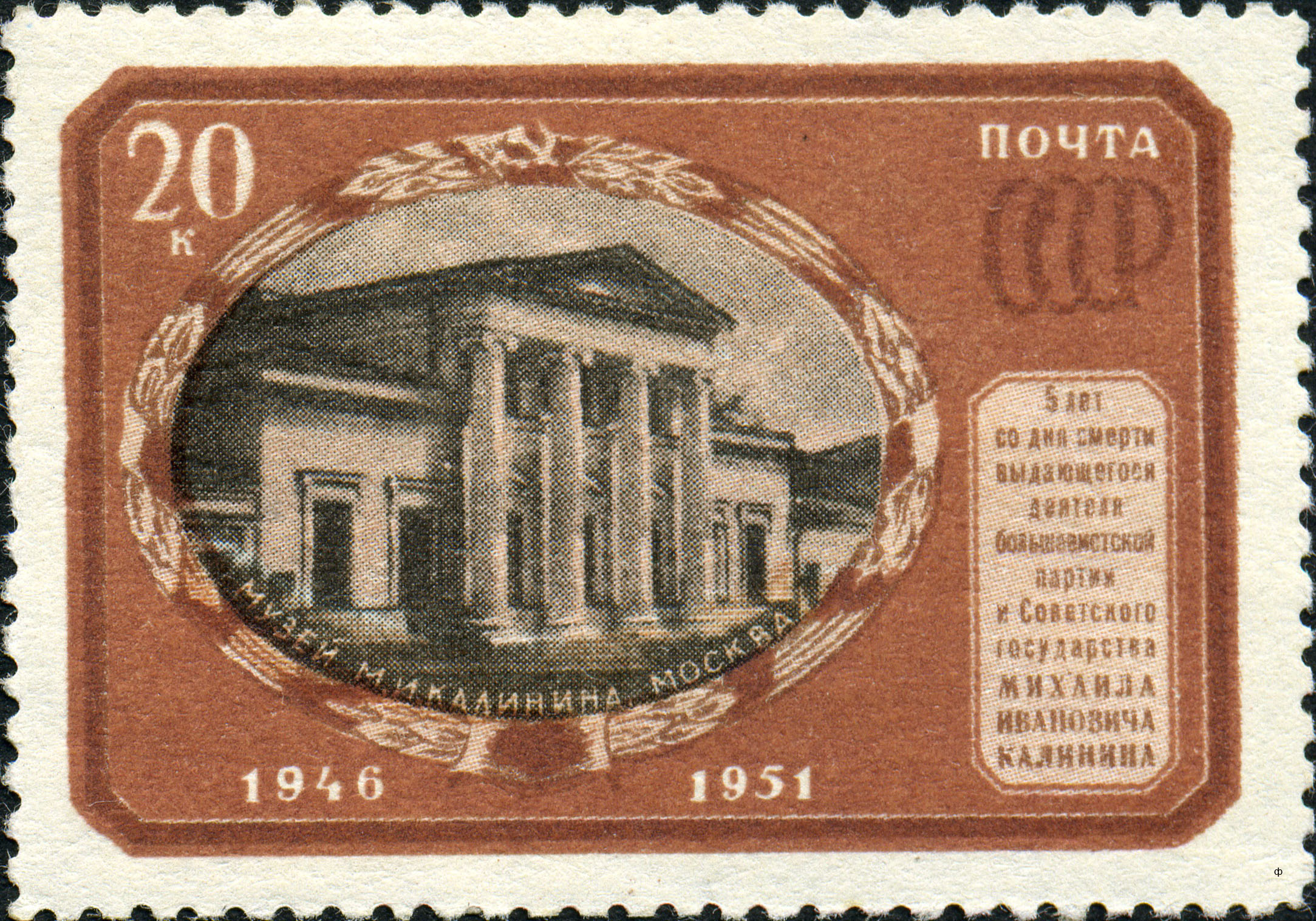
Марка СССР 1951 года с изображением усадьбы

Уса́дьба Шаховски́х — Краси́льщиковой — московская усадьба, возведённая в 1820 году по инициативе семьи Шаховских. В 1867-м здание было перестроено в стиле классицизм (точнее, неогреческом стиле) по проекту архитектора Александра Каминского. В 1930 году в усадьбе открыли Литературный музей при Всесоюзной библиотеке имени Владимира Ленина, в 1950-м вместо него организовали Музей Михаила Калинина. С 2003 года в здании находится Центр восточной литературы при РГБ.

## История
Первые упоминания владения относятся к XVIII веку, когда усадьбу приобрёл учитель Петра I князь Никита Зотов. Впоследствии имение перешло к его внуку Никите, который, в свою очередь, продал его князю Фёдору Голицыну. В 1757 году участок за 1800 рублей купила жена статского советника Анна Эйхлер, при ней на территории возвели много хозяйственных построек. От семьи Эйхлер владения перешли к князю Павлу Шаховскому, по инициативе которого был перестроен главный корпус усадьбы.
В 1867 году имение разделили на три части: дом № 2 на углу Моховой и Знаменки, дом № 4 по Знаменке, дом № 6 по Моховой. Шаховские продали первые две части своего имения, а оставленный дом № 6 в том же 1867-м купил директор товарищества Купавинской суконной фабрики Иван Бакланов. На следующий год он пригласил архитектора Александра Каминского, чтобы объединить дом с соседними флигелями в единый архитектурный ансамбль в стиле классицизм. В то время для проектов Каминского было характерно использование элементов неогреческого стиля, поэтому фасад усадьбы Шуховских украсили четырёхколонным портиком, мезонином и колоннами ионического ордера, что придало зданию схожесть с храмом Эрехтейон в Афинах. В 1886 году усадьбу перестроили во второй раз по проекту архитектора Семёна Эйбушитца.
В 1892 году дом № 6 выкупила иркутская купчиха Юлия Базанова. К 1906-му финансовое положение Базановой сильно ухудшилось и она была вынуждена продать здание мануфактур-советнику Николаю Красильщикову.
После революции 1917 года особняк национализировали. Впоследствии в помещениях создали общежитие для командированных текстильного комбината. В 1930-е в здании открыли Литературный музей при Всесоюзной библиотеке имени Владимира Ленина, а в 1950 году его место занял Музей Михаила Калинина. Экспозиция занимала около 11 залов и насчитывала более 32 000 единиц хранения.
К приезду американского президента Ричарда Никсона в 1972 году соседние дома № 2 и № 4 снесли, а за очищенным пространством закрепилось неофициальное название «Лужайка Никсона». Согласно городской легенде, указ о сносе зданий выпустил Леонид Брежнев, чтобы выезжающий из Кремля Никсон мог рассмотреть дом Пашкова.
В августе 1993 года музей Калинина был закрыт. В 1995 году усадьбу вновь передали РГБ, которая отремонтировала здание и открыла в нём Центр восточной литературы.